# Augustinas
Augustinas ist ein litauischer männlicher Vorname (abgeleitet von Augustinus).

## Personen

### Vorname
- Augustinas Normantas (* 1952), Verwaltungsjurist, Ombudsman und Verfassungsrichter
- Augustinas Povilaitis (1900–1941), Polizist, Leiter von Valstybės saugumo departamentas
- Augustinas Rakauskas, Unternehmer und Mitbegründer der litauischen Handelskette „Senukai“
- Augustinas Voldemaras (1883–1942),  Politiker und Staatsmann

### Familienname
- Jewgenija Sergejewna Augustinas (* 1988), russische Bahnradsportlerin